# المدمر (سوهاج)
قرية المدمر هي إحدى القرى التابعة لمركز طما بمحافظة سوهاج في جمهورية مصر العربية. حسب إحصاءات سنة 2006، بلغ إجمالي السكان في المدمر 17517 نسمة، منهم 9551 رجل و7966 امرأة.